# Eagle (Idaho)
Eagle is een plaats (city) in de Amerikaanse staat Idaho, en valt bestuurlijk gezien onder Ada County.

## Demografie
Bij de volkstelling in 2000 werd het aantal inwoners vastgesteld op 11.085.
In 2006 is het aantal inwoners door het United States Census Bureau geschat op 18.419, een stijging van 7334 (66.2%).

## Geografie
Volgens het United States Census Bureau beslaat de plaats een oppervlakte van
24,0 km², waarvan 23,8 km² land en 0,2 km² water. Eagle ligt op ongeveer 782 m boven zeeniveau.

## Plaatsen in de nabije omgeving
De onderstaande figuur toont nabijgelegen plaatsen in een straal van 24 km rond Eagle.